# Hagbards galge

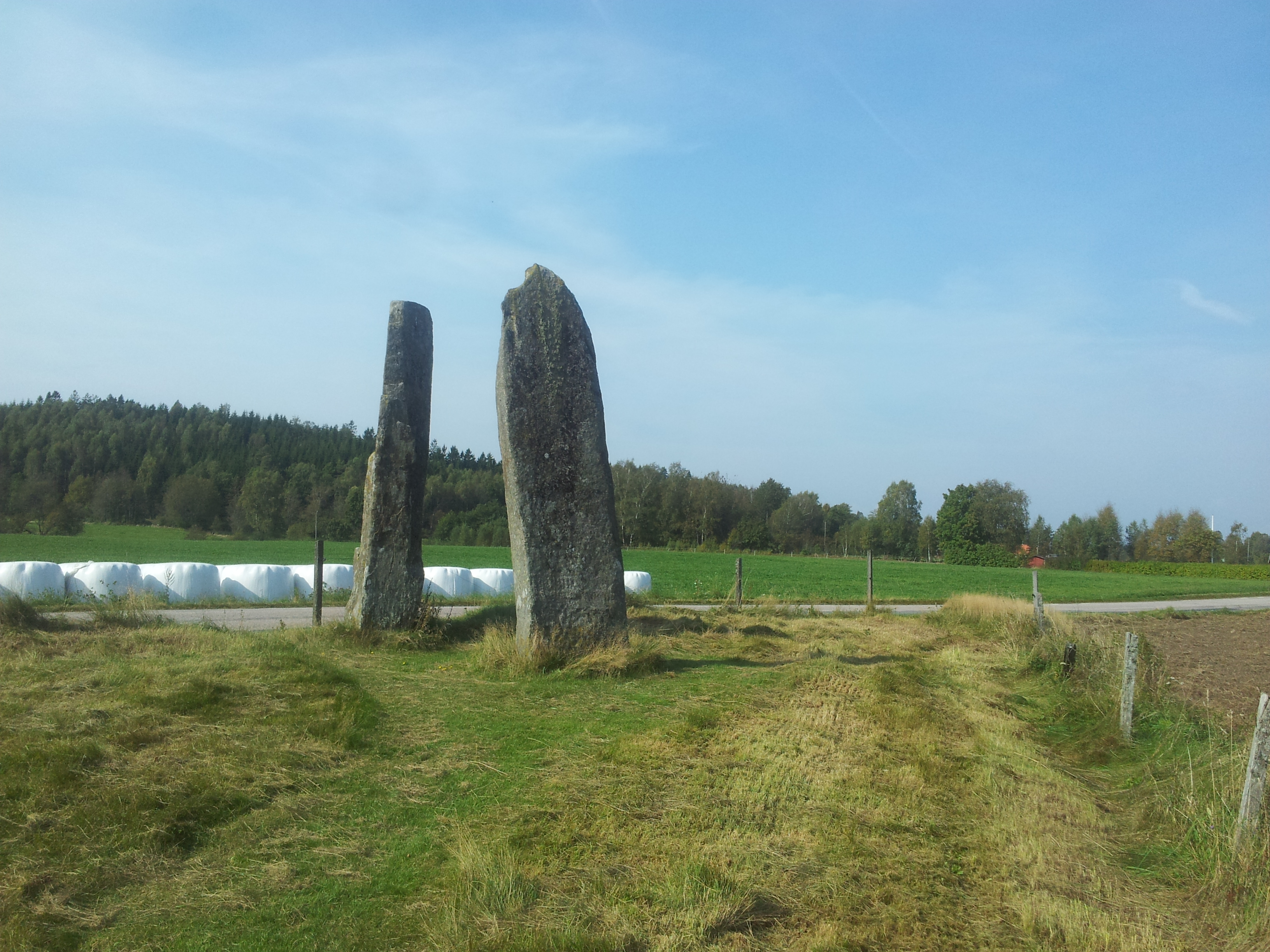
Hagbards galge

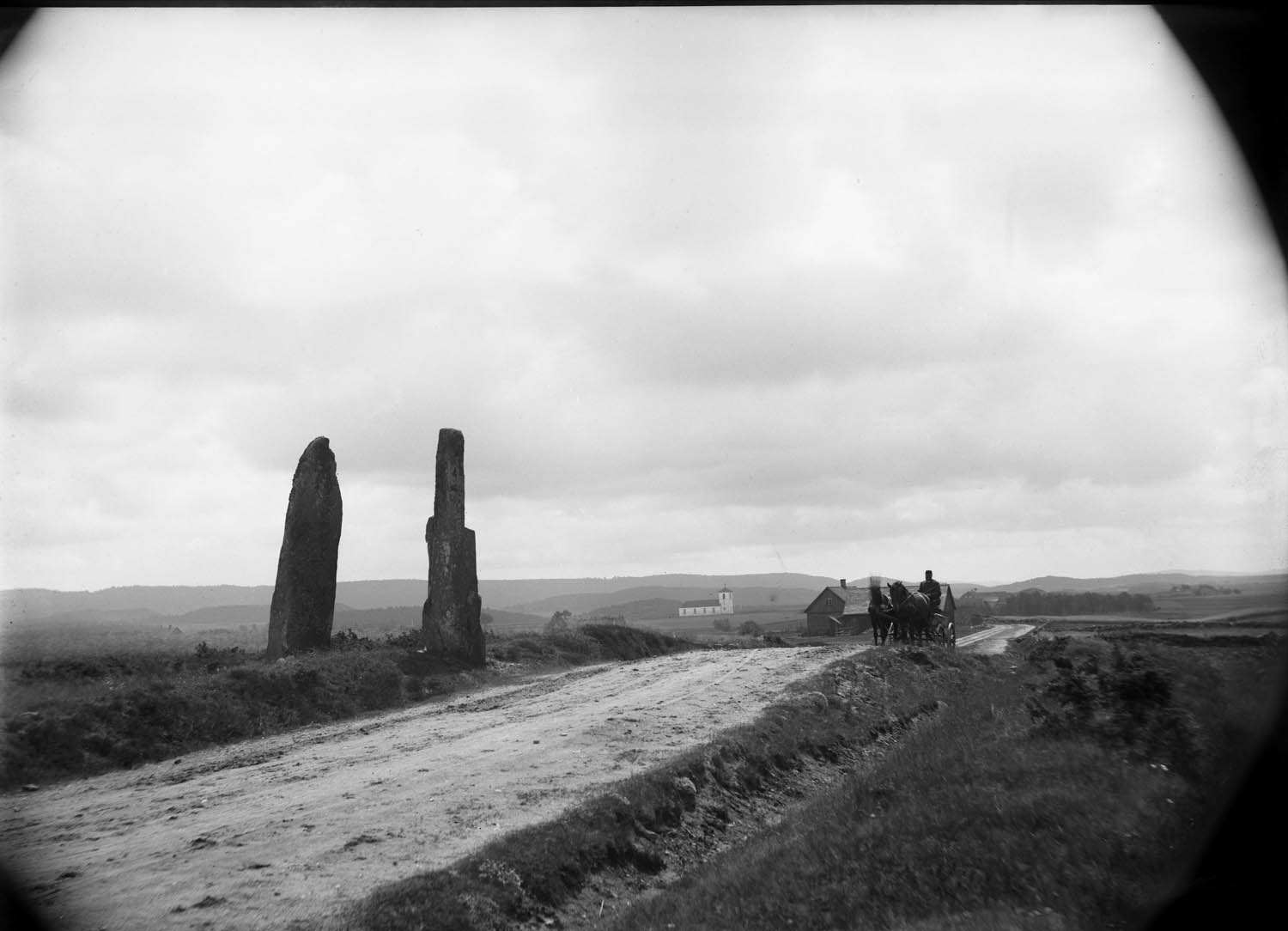
Hagbards galge på 1880-talet, med Asige gård och kyrka i bakgrunden. Foto: Severin Nilson.

Hagbards galge är en fornlämning i Asige socken i Falkenbergs kommun i Halland, troligen utförd under bronsåldern. 
Fornlämningen består av totalt fyra bautastenar, i par om två, varav det är de två närmast vägen som kallas Hagbards galge. På stenarna finns olika ristningar, dels så kallade solristningar, upptäckta på 1700-talet, dels skepp som upptäckts i modern tid. 

## Sägen
Namnet kommer från en fornnordisk vandringssägen om Hagbard och Signe. Sägnen börjar med att en viking från Trondheim, Hagbard, ger sig ut på vikingatåg. Utanför Hallands kust möts han av en stor flotta under ledning av den lokale kungen Sigvard. De strider, men utan att någon vinner och sluter sedan fred. Sigvard bjuder hem Hagbard som då möter kungens dotter, Signe. De blir kära, men på grund av den fiendskap som sedan länge funnits mellan respektive släkter kan de inte gifta sig. Hagbard försöker senare förklädd ta sig in till Signe, men grips. Han döms vid tinget i Asige till döden. Signe hade lovat att följa sin älskade i döden och Hagbard bestämde sig för att pröva hennes trohet. Som sin sista önskan bad han därför att man först skulle hissa upp hans mantel i galgen. När Signe ser manteln och tror att Hagbard hänger där sätter hon eld på sitt slott och bränner sig själv inne med sina tärnor. När Hagbard ser röken från slottet går han lugnt i döden. Sägnen finns spridd över hela Norden, men området är det enda där materiella ting har namn från sägnen.

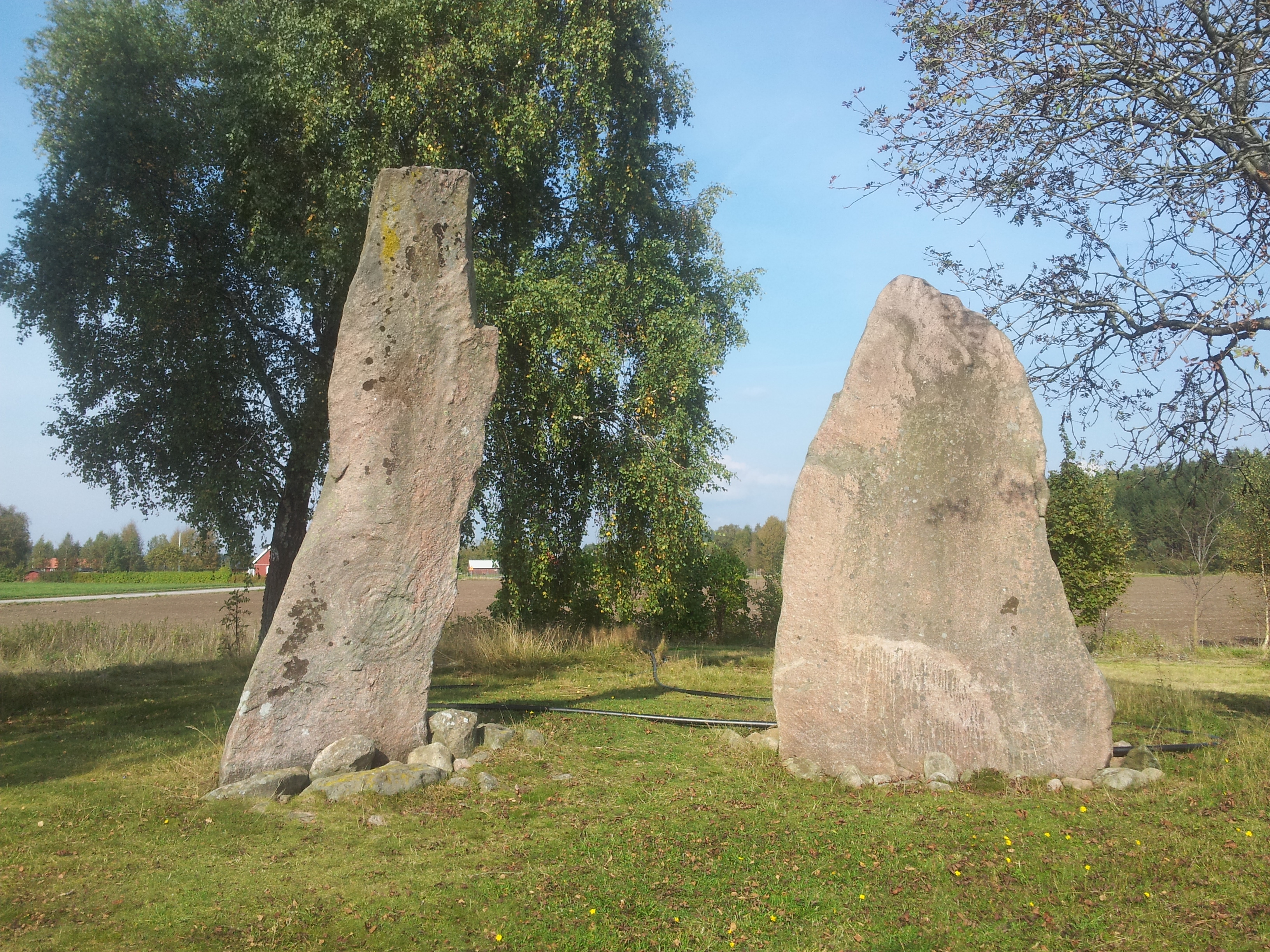
Ytterligare ett stenpar, på den vänstra stenen syns solristningen vid förstoring